# Liste der Biografien/Sez
Liste der Biografien |
Portal Biografien |
Personensuche
# |
A |
B |
C |
D |
E |
F |
G |
H |
I |
J |
K |
L |
M |
N |
O |
P |
Q |
R |
S |
T |
U |
V |
W |
X |
Y |
Z |
?
 
Sa |
Sb |
Sc |
Sd |
Se |
Sf |
Sg |
Sh |
Si |
Sj |
Sk |
Sl |
Sm |
Sn |
So |
Sp |
Sq |
Sr |
Ss |
St |
Su |
Sv |
Sw |
Sy |
Sz
 
Sea |
Seb |
Sec |
Sed |
See |
Sef |
Seg |
Seh |
Sei |
Sej |
Sek |
Sel |
Sem |
Sen |
Seo |
Sep |
Seq |
Ser |
Ses |
Set |
Seu |
Sev |
Sew |
Sex |
Sey |
Sez
Die Liste der Biografien führt alle Personen auf, die in der deutschsprachigen Wikipedia einen Artikel haben. Dieses ist eine Teilliste mit 21 Einträgen von Personen, deren Namen mit den Buchstaben „Sez“ beginnt.

## Sez

### Seza
- Sezawa, Katsutada (1895–1944), japanischer Mathematiker und Seismologe

### Seze
- Sèze, Raymond de (1748–1828), französischer Jurist, und Verteidiger von Ludwig XVI.
- Sezek, Erdal (* 1980), türkischer Fußballspieler
- Sezemsky, Simon (* 1993), deutscher Eishockeyspieler
- Sezen, Mehmet Ilhami (* 1934), deutsch-türkischer Künstler und Autor
- Sezen, Melis (* 1997), türkische Schauspielerin
- Sezer, Ahmet Necdet (* 1941), türkischer StaatspräsidentAhmet Necdet Sezer (* 1941)

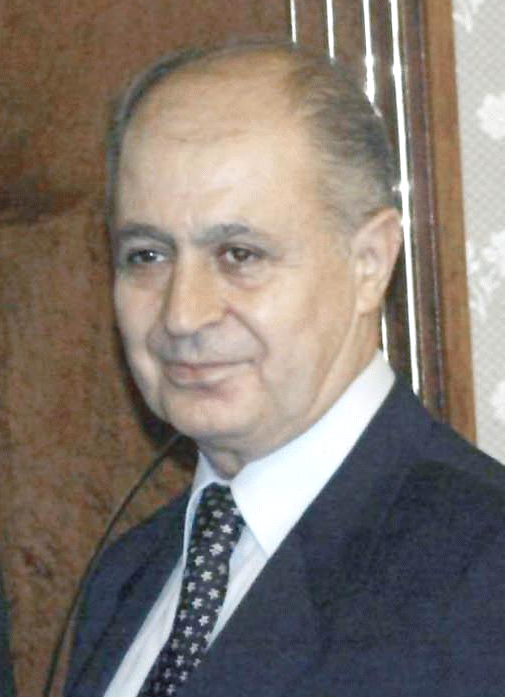
Ahmet Necdet Sezer (* 1941)

- Sezer, Ataç (* 1979), türkischer Komponist der zeitgenössischen Musik
- Sezer, Melis (* 1993), türkische Tennisspielerin
- Sezer, Nuri (1938–2014), türkischer Schauspieler, Filmproduzent und Drehbuchautor
- Sezer, Zeki (* 1957), türkischer Chemieingenieur und Politiker

### Sezg
- Sezgin, Ayşe (* 1958), türkische Diplomatin
- Sezgin, Ergin (* 1953), türkisch-amerikanischer theoretischer Physiker
- Sezgin, Fuat (1924–2018), türkischer Orientalist und Wissenschaftshistoriker
- Sezgin, Hilal (* 1970), deutsche Schriftstellerin und freie Journalistin
- Sezgin, İsmet (1928–2016), türkischer Politiker, Minister
- Sezgin, Selin (* 1990), türkische Schauspielerin
- Sezgin, Tülin (* 1988), deutsche Komikerin

### Sezi
- Sézille, Paul (1879–1944), französischer Antisemit

### Sezn
- Seznec, Christian (* 1952), französischer Radrennfahrer
- Seznec, Jean (1905–1983), französischer Kunst- und Literaturhistoriker